# 鈴木商店 (新潟県)
鈴木商店株式会社（すずきしょうてん）は、かつて新潟県新潟市に存在した医薬品・一般用医薬品の卸売を中心とする日本の企業である。現在はバイタルネットである。医薬品の卸売手。新潟では首位。

## 沿革
- 1946年（昭和21年） - 鈴木商店（新潟県新潟市西堀通三番町807）設立
- 1947年（昭和22年）3月 - 資本金19万5000円で「株式会社鈴木商店」に商号変更
  - 小売部として「鈴木商店・村上店」（新潟県村上市）開設のち「村上営業所」（村上市飯野中）
- 1960年（昭和35年） - 「長岡営業所」開設を手始めに新潟県下に営業網を確立していく
  - 「高田営業所」（新潟県高田市大手）開設
  - 「三条営業所」（新潟県三条市三条）開設
  - 「新発田連絡所」（新潟県新発田市大手）開設
  - 「佐渡連絡所」（新潟県佐渡市佐和田）開設
- 1965年（昭和40年） - 山形県へ進出開始
  - 「長井営業所」（山形県長井市十日）開設
- 1966年（昭和41年）9月 - 「中村薬品株式会社」（山形県山形市十日二）を合併し「山形営業所」として発足
- 1966年（昭和41年） - 「鶴岡出張所」（山形県鶴岡市鳥居）
- 1966年（昭和41年） - 「米沢出張所」（山形県米沢市住ノ江）（後の米沢駐在所）開設
- 1965年（昭和40年） - 福島県へ進出開始
  - 「若松出張所」（福島県会津若松市旭）開設
  - 「福島営業所」（福島県福島市森合）開設
- 1972年（昭和47年）4月 - 新潟県「鈴木商店」と山形県・有力武田系医薬品卸「山和薬品商事株式会社」合併し「株式会社ニチエー」と商号変更

## 営業所
- 新潟県:新潟支店・新潟営業所・長岡営業所・三条営業所・新発田営業所・高田営業所
- 山形県:鶴岡営業所・山形営業所・長井営業所・米沢駐在所
- 福島県:福島出張所・若松出張所

## 営業エリア
- 新潟・山形・福島